# Tsjerdyn
Tsjerdyn (russisk: Че́рдынь) er en by i Perm kraj i Rusland. Den ligger ved floden Kolva, omtrent 270 km nord for Perm. Indbyggertal: 5.756 (folketælling 2002).
Tsjerdyn bliver markedsført for turister som hovedstaden i det forhistoriske Store Perm, men primærkilderne for denne information findes ikke. Byen blev erobret af russerne i 1472, men den blev fortsat styret af lokale "fyrster" til 1505.
Byen er også kendt som opholdssted for Osip Mandelstam under dennes eksil i 1934.

## Geografi

### Klima
| Vejr for Tsjerdyn                  | Vejr for Tsjerdyn | Vejr for Tsjerdyn | Vejr for Tsjerdyn | Vejr for Tsjerdyn | Vejr for Tsjerdyn | Vejr for Tsjerdyn | Vejr for Tsjerdyn | Vejr for Tsjerdyn | Vejr for Tsjerdyn | Vejr for Tsjerdyn | Vejr for Tsjerdyn | Vejr for Tsjerdyn | Vejr for Tsjerdyn |
|                                    | Jan               | Feb               | Mar               | Apr               | Maj               | Jun               | Jul               | Aug               | Sep               | Okt               | Nov               | Dec               | År                |
| ---------------------------------- | ----------------- | ----------------- | ----------------- | ----------------- | ----------------- | ----------------- | ----------------- | ----------------- | ----------------- | ----------------- | ----------------- | ----------------- | ----------------- |
| Gennemsnitlig maks °C              | −11,9             | −9,9              | −1,7              | 6,3               | 14,4              | 20,9              | 23                | 18,5              | 12                | 3,7               | −5,1              | −9,8              | 5                 |
| Gennemsnitlig °C                   | −15,1             | −13,2             | −5,5              | 2,1               | 9,3               | 15,8              | 18,2              | 14,4              | 8,6               | 1,4               | −7,5              | −12,8             | 1,3               |
| Gennemsnitlig min °C               | −18,3             | −16,5             | −9,3              | −2,1              | 4,3               | 10,8              | 13,3              | 10,2              | 5,3               | −0,9              | −9,9              | −15,7             | −2,4              |
| Gennemsnitlig nedbør mm            | 60,6              | 37,9              | 41,2              | 48,1              | 54,5              | 75,7              | 85,9              | 77,2              | 72,8              | 76,9              | 74,7              | 68,4              | 773,9             |
| Kilde: Climate and weather Cherdyn |                   |                   |                   |                   |                   |                   |                   |                   |                   |                   |                   |                   |                   |